# 依斯哈尔·十四儿
依斯哈尔·十四儿（俄语：Исхар Сувазович Шисыр），吉尔吉斯斯坦诗人，东干人第四代后裔。

## 生平
1954年出生于今吉尔吉斯斯坦楚河州莫斯科区阿列克桑德罗夫卡村。1978年毕业于高尔基文学院。自1978年起，他一直在吉尔吉斯苏维埃社会主义共和国情报局工作。起初研究中亚东干文学并出版专著。自1988年起，他开始研究吉尔吉斯斯坦、哈萨克斯坦、乌兹别克斯坦、中国等国东干人的民间传说，并撰写40多篇论文。

## 作品
- 十四儿·依斯哈尔·苏瓦佐维奇. . 由莫超; 韩苗苗翻译. 世界图书出版社. 2001年. ISBN 9787519274092 （中文（中国大陆））.